# Hit Mania Dance 2005
Hit Mania Dance 2005 è una compilation di artisti vari facente parte della serie Hit Mania.
Questa è l'ultima raccolta che porta nel suo nome la parola DANCE, poiché nelle prossime si aprirà a più generi diversi.
La compilation è mixata dal dj Mauro Miclini.

## Tracce
1. Mylo – Drop The Pressure – 4:15
2. The House Keepers – Go Down – 7:05
3. Nice Cream – Song 2 – 6:11
4. Cerrone – Je suis Music – 6:01
5. Marly – You Never Know – 3:48
6. Michael Gray – The Weekend – 6:43
7. A'Studio – Sos (feat. Polina) – 4:30
8. Dijan – Tazi vecer (feat. Svetla) – 3:59
9. Afropeans – Better Things – 7:40
10. Dannii Minogue vs. Flower power – You Won't Forget About Me – 6:57
11. Double Trouble & The Rebel M.C. – Street Tuff – 2:54
12. Klonhertz – I'm the Fly – 7:17
13. Golfclub – Spandex – 4:37
14. H.C.C.R. – What Happened (feat. Jessica Eve) – 2:14
15. Jason Ames – Give It Up – 3:26
16. Brothers – Memories – 3:36
17. Scooter – Shake That! – 1:58
18. Mousse T. – Right About You – 3:04
19. Cocobongo – Burning Sunshine – 3:37
20. Buonaparte Bros – I Like That 2 – 1:22
21. FYA – Must Be Love (feat. Smujji) – 3:53
22. N.O.R.E. – Oye Mi Canto (feat. Nina Sky & Tego Calderón) – 3:51

Durata totale: 98:58